# 第58回世界卓球選手権個人戦
第58回世界卓球選手権個人戦（だい58かいせかいたっきゅうせんしゅけんこじんせん、英: 2025 World Table Tennis Championships）は、2025年5月17日から5月25日までカタールのルサイルおよびドーハで開催した世界卓球選手権である。

## 概要
2025年世界卓球選手権個人戦は、2025年5月17日から25日まで、主会場であるルサイルのルサイル・スポーツ・アリーナと、前半4日間のみの会場となるドーハのカタール大学で開催した。
開催地選定については、2022年12月6日に行われた国際卓球連盟年次総会において決定した。最終候補にはドーハの他にアリカンテ（スペイン）が残り、投票により決定した。ドーハでの世界卓球開催は2004年の団体戦以来となる。
日本選手では、男子ダブルスで戸上隼輔・篠塚大登組が日本勢として64年ぶりに金メダルを獲得した。

## 大会日程
日付はアラビア標準時（UTC+3）。日本との時差は-6時間。
|  | 本戦 |
|  | 決勝 |

| 種目           | 5月17日 （土） | 18日 （日） | 19日 （月） | 20日 （火） | 21日 （水） | 22日 （木） | 23日 （金） | 24日 （土） | 25日 （日） |
| -------------- | -------------- | ----------- | ----------- | ----------- | ----------- | ----------- | ----------- | ----------- | ----------- |
| 男子シングルス | R1             | R1          | R2          | R2/R3       | R3          | R4          | QF          | SF          | F           |
| 女子シングルス | R1             | R1          | R2          | R2/R3       | R3          | R4          | QF          | SF          | F           |
| 男子ダブルス   | R1             | R1          | R2          | R3          | R3          | QF          | QF          | SF          | F           |
| 女子ダブルス   | R1             | R1          | R2          | R3          | R3          | QF          | QF          | SF          | F           |
| 混合ダブルス   | R1             | R1          | R2          | R3          | QF          | QF          | SF          | F           |             |

出典 : 国際卓球連盟

## メダル獲得者

### メダリスト
| 種目           | 金                | 銀                                        | 銅                                          |
| -------------- | ----------------- | ----------------------------------------- | ------------------------------------------- |
| 男子シングルス | 王楚欽            | ウーゴ・カルデラノ                        | 梁靖崑                                      |
| 男子シングルス | 王楚欽            | ウーゴ・カルデラノ                        | トルルス・モーレゴード                      |
| 女子シングルス | 孫穎莎            | 王曼昱                                    | 陳幸同                                      |
| 女子シングルス | 孫穎莎            | 王曼昱                                    | 伊藤美誠                                    |
| 男子ダブルス   | 篠塚大登 戸上隼輔 | 林昀儒 高承睿                             | フェリックス・ルブラン アレクシス・ルブラン |
| 男子ダブルス   | 篠塚大登 戸上隼輔 | 林昀儒 高承睿                             | フロリアン・ブーラッソー エステバン・ドール |
| 女子ダブルス   | 王曼昱 蒯曼       | ソフィア・ポルカノバ ベルナデッテ・スッチ | 張本美和 木原美悠                           |
| 女子ダブルス   | 王曼昱 蒯曼       | ソフィア・ポルカノバ ベルナデッテ・スッチ | 申裕斌 ユ・ハンナ                           |
| 混合ダブルス   | 王楚欽 孫穎莎     | 吉村真晴 大藤沙月                         | 黄鎮廷 杜凱琹                               |
| 混合ダブルス   | 王楚欽 孫穎莎     | 吉村真晴 大藤沙月                         | 林鐘勳 申裕斌                               |

### メダルテーブル
| 順位               | 国/地域                    | 金 | 銀  | 銅 | 計  |
| ------------------ | -------------------------- | -- | --- | -- | --- |
| 1                  | 中華人民共和国 (CHN)       | 4  | 1   | 2  | 7   |
| 2                  | 日本 (JPN)                 | 1  | 1   | 2  | 4   |
| 3                  | チャイニーズタイペイ (TPE) | 0  | 1   | 0  | 1   |
| 3                  | ブラジル (BRA)             | 0  | 1   | 0  | 1   |
| 5                  | オーストリア (AUT)         | 0  | 0.5 | 0  | 0.5 |
| 5                  | ルーマニア (ROU)           | 0  | 0.5 | 0  | 0.5 |
| 7                  | フランス (FRA)             | 0  | 0   | 2  | 2   |
| 7                  | 韓国 (KOR)                 | 0  | 0   | 2  | 2   |
| 9                  | スウェーデン (SWE)         | 0  | 0   | 1  | 1   |
| 9                  | 香港 (HKG)                 | 0  | 0   | 1  | 1   |
| 計 (国/地域数: 10) | 計 (国/地域数: 10)         | 5  | 5   | 10 | 20  |

## 日本代表
男子は張本智和（4位）、松島輝空（19位）、篠塚大登（29位）、戸上隼輔（31位）、吉村真晴（74位）、松平賢二（445位）。
女子は張本美和（6位）、早田ひな（7位）、大藤沙月（8位）、伊藤美誠（9位）、平野美宇（20位）、木原美悠（24位）、横井咲桜（30位）。
（）内は2025年5月13日時点のシングルス世界ランキング。

### 種目別代表
- 男子シングルス（5名）張本智和、篠塚大登、戸上隼輔、吉村真晴、松平賢二
- 女子シングルス（5名）伊藤美誠、張本美和、平野美宇、大藤沙月、早田ひな
- 男子ダブルス（2組）戸上隼輔/篠塚大登、張本智和/松島輝空
- 女子ダブルス（2組）大藤沙月/横井咲桜、張本美和/木原美悠
- 混合ダブルス（2組）吉村真晴/大藤沙月、松島輝空/張本美和

### 男子シングルス
- 戸上隼輔 - 準々決勝敗退
- 張本智和 - 3回戦敗退
- 吉村真晴 - 3回戦敗退
- 篠塚大登 - 2回戦敗退
- 松平賢二 - 2回戦敗退

### 女子シングルス
- 伊藤美誠 - 銅メダル
- 張本美和 - 準々決勝敗退
- 早田ひな - 準々決勝敗退
- 大藤沙月 - 準々決勝敗退
- 平野美宇 - 2回戦敗退

### 男子ダブルス
- 戸上隼輔/篠塚大登 - 金メダル
- 張本智和/松島輝空 - 3回戦敗退

### 女子ダブルス
- 張本美和/木原美悠 - 銅メダル
- 大藤沙月/横井咲桜 - 準々決勝敗退

### 混合ダブルス
- 吉村真晴/大藤沙月 - 銀メダル
- 松島輝空/張本美和 - 準々決勝敗退

以上出典 : 日本卓球協会

### 選考基準
最大出場枠数は、シングルスは各国5名、ダブルスは各国2組となっており、日本代表は以下の基準で決定する。
- 2024年アジア卓球選手権（2024年10月7日から13日、アスタナ）で出場枠を獲得した選手 - シングルスは男子5枠、女子4枠獲得。ダブルスは各2枠獲得[10]。

女子シングルスの残り1枠について、世界ランキング推薦枠を得た（早田ひながWR5位で枠獲得）ため、
- 2025年全日本卓球選手権大会シングルス優勝者 - 早田ひなが該当。
- 最終エントリー日14日前が含まれる週のシングルス世界ランキング日本人選⼿上位

の順で決定した。

## 日本での放送
テレビ東京をキーステーションにTXN系列局とBSテレビ東京（BSテレ東）で放送された。今大会も応援サポーターとして日向坂46と佐々木久美が就任。なお、今大会は現地レポートについては佐々木久美のみ担当。それ以外の日向坂46メンバーは「世界卓球遺産」の番組出演などにとどめている。前大会まで放送していた「日向坂卓球No.1選手権」などの企画は今回は行われていない。
大会本番は、ゴールデンタイムの時間帯に地上波「テレビ東京」が放送。ただし、地上波「テレビ東京」の番組編成上の兼ね合いで、夕方や深夜の時間帯については衛星波「BSテレ東」とネット配信「U-NEXT」でも行う。通常の放送枠で放送しているが、試合中継延長などで以下の通りに変更等が発生した。
大会2日目「5月18日」は地上波「テレビ東京」は放送時間を30分延長。それ以降の編成を時間を繰り下げて放送。
大会5日目「5月21日」は地上波「テレビ東京」は放送時間を90分延長。それ以降の編成を時間を繰り下げて放送。

### 番組出演者
- メインキャスター：福澤朗
- 応援サポーター：日向坂46
- 応援サポーター 兼 現地リポーター：佐々木久美[注 7]
- 世界卓球2025アンバサダー（中継解説も担当）：水谷隼
- 中継解説：平野早矢香
- 現地リポーター：松澤亜海（テレビ東京アナウンサー）